# Atlas VPN
Atlas VPN es un proveedor de servicios VPN gratuito con aplicaciones para Microsoft Windows, macOS, Linux, Android, iOS, Android TV y Amazon Fire TV.
La VPN en línea incluye una herramienta que bloquea el malware, los rastreadores de terceros y los anuncios. Atlas VPN también ofrece una función de monitoreo de violaciones de datos que notifica a los usuarios de posibles violaciones de datos.

## Historia
Atlas VPN es operado por Peakstar Technologies Inc. La compañía tiene su sede en los Estados Unidos, Delaware, pero opera internacionalmente.
En marzo de 2020, Atlas VPN regaló una suscripción de tres meses a sus servicios VPN premium para combatir la desinformación sobre coronavirus. Según una investigación realizada por la firma, la censura en Internet está dejando a los ciudadanos de algunos países desinformados o mal informados sobre el alcance del brote.
El 15 de octubre de 2021, Nord Security anunció que había llegado a un acuerdo para incorporar Atlas VPN a su creciente cartera de marcas y productos de ciberseguridad. Sin embargo, Atlas VPN continúa actuando independientemente y persiguiendo sus objetivos en el mercado de servicios VPN "freemium".
En febrero de 2022, Atlas VPN distribuyó suscripciones VPN premium de un año al personal de medios en Ucrania sin costo alguno como gesto de apoyo.
En febrero de 2023, Atlas VPN recibió el tercer lugar en la redada VPN53 de TechRound, que clasifica al Reino Unido. y a las empresas VPN más innovadoras de Europa. A partir de agosto de 2023, Atlas VPN tiene más de 1000 servidores en 49 ubicaciones en todo el mundo.

## Reseñas
Forbes clasificó Atlas VPN con un 4,4 de 5, mientras que The Independent, Chip.de y Tom’s Hardware elogiaron su velocidad. TechRepublic, a su vez, lo revisó como un servicio VPN asequible.
La revista alemana Computer Bild y la revista American Money en sus extensas revisiones, presentaron la velocidad y la seguridad como profesionales, al tiempo que citaron un bajo número de servidores estadounidenses como una estafa.

## Tecnología
Atlas VPN ofrece dos protocolos de conexión diferentes: IPSec/IKEv2 y protocolos de túnel WireGuard.Utiliza ChaCha20 o AES-256 para el cifrado de datos.
En 2020, Atlas VPN lanzó el índice de adopción de VPN, una investigación que analiza la descarga y el uso de VPN en todo el mundo.
Según ZDNET, en febrero de 2023, Atlas VPN comenzó a actualizar su servicio con servidores de 10Gbit/s, lo que le permite acomodar un mayor número de usuarios sin experimentar congestión.